# Siegbert Rotholz
Siegbert „Siegi“ Rotholz (* 14. September 1919 in Berlin; † hingerichtet 4. März 1943 in Berlin-Plötzensee) war ein deutscher Widerstandskämpfer gegen den Nationalsozialismus.

## Leben
Siegbert Rotholz war in jüdischen Jugendorganisationen aktiv. Aufgrund seiner Herkunft konnte er keinen höheren Schulabschluss erlangen und verdingte sich als Hilfsarbeiter in einer Polsterei und 1938 als Abriss- und als Kohlearbeiter. Im Oktober 1940 lernte Siegbert Lotte Jastrow kennen. Am 10. Dezember 1941 heirateten die beiden. Beide waren wohl seit dem Frühjahr 1941 Teil des Diskussions- und Schulungskreises um Heinz und Marianne Joachim, der zum weiteren Umfeld der Herbert-Baum-Gruppe gehörte.

### Verhaftung
Mitglieder der Widerstandsgruppe verübten am 17. Mai 1942 einen Brandanschlag auf die NS-Propagandaausstellung „Das Sowjet-Paradies“ in Berlin. Nach dem Anschlag wurde die Gruppe von der Gestapo aufgedeckt; Siegbert und seine Frau Lotte wurden verhaftet.

### Urteil
„Am 10. Dezember 1942 fand dann vor dem Zweiten Senat des Volksgerichtshofes der Prozeß gegen weitere 12 Mitglieder der Gruppe Baum statt (Heinz Rotholz, Werner Birnbaum, Hella Hirsch, Alice Hirsch, Edith Fraenkel, Hanni Meyer, Marianne Joachim, Lothar Salinger, Helmuth Neumann, Hildegard Loewy, Siegbert Rotholz, Sara Rotholz). Staatsanwalt Wittmann forderte für diese Mitglieder der Gruppe Baum, die sich ja an dem Anschlag selber gar nicht beteiligt hatten, die Todesstrafe, weil sie sich der „Vorbereitung zum Hochverrat und der Feindbegünstigung“ schuldig gemacht hätten. Das Gericht unter dem Vorsitzenden und Vizepräsidenten des Volksgerichtshofes Dr. Crohne und des Beisitzers, Landgerichtsrat Preußner, schloß sich dem Antrag des Staatsanwalts an. 9 Mitglieder wurden zum Tode verurteilt. In der Urteilsbegründung wurde darauf hingewiesen, daß die Angeklagten Juden seien und als solche allen Grund hätten, sich ruhig zu verhalten und nicht, wie 1914/18, den Dolch in den Rücken Deutschlands zu stoßen. Alice Hirsch, Edith Fraenkel und Lotte Rotholz erhielten Zuchthausstrafen“

### Hinrichtung
„Auf einem grellroten Plakat wurden Verurteilung und Hinrichtung dieser jungen Menschen, sie waren zwischen 20 und 23 Jahre alt, der Bevölkerung mitgeteilt. Ihre Namen waren mit den gesetzmäßig vorgeschriebenen Zwangs-Zusatz-Vornamen Sara bzw. Israel versehen.“

„Bekanntmachung
die am 10. Dezember 1942 vom Volksgerichtshof wegen Vorbereitung zum Hochverrat und landesverräterischer Feindbegünstigung zum Tode verurteilten
Heinz Israel Rotholz, 21 Jahre alt,
Heinz Israel Birnbaum, 22 Jahre alt,
Lothar Israel Salinger, 23 Jahre alt,
Helmuth Israel Neumann, 21 Jahre alt,
Siegbert Israel Rotholz 23 Jahre alt,
Hella Sara Hirsch, 21 Jahre alt,
Hanni Sara Mayer, 23 Jahre alt,
Marianna Sara Joachim, 21 Jahre alt und
Hildegard Sara Loewy, 20 Jahre alt,
sämtlich aus Berlin, sind heute hingerichtet worden.
Berlin, den 4. März 1943
Der Oberreichsanwalt beim Volksgerichtshof“

mit dem Untertext 

„Bekanntmachung über die Vollstreckung der Todesurteile an Heinz Rotholz und seine Gefährten“

## Gedenksteine

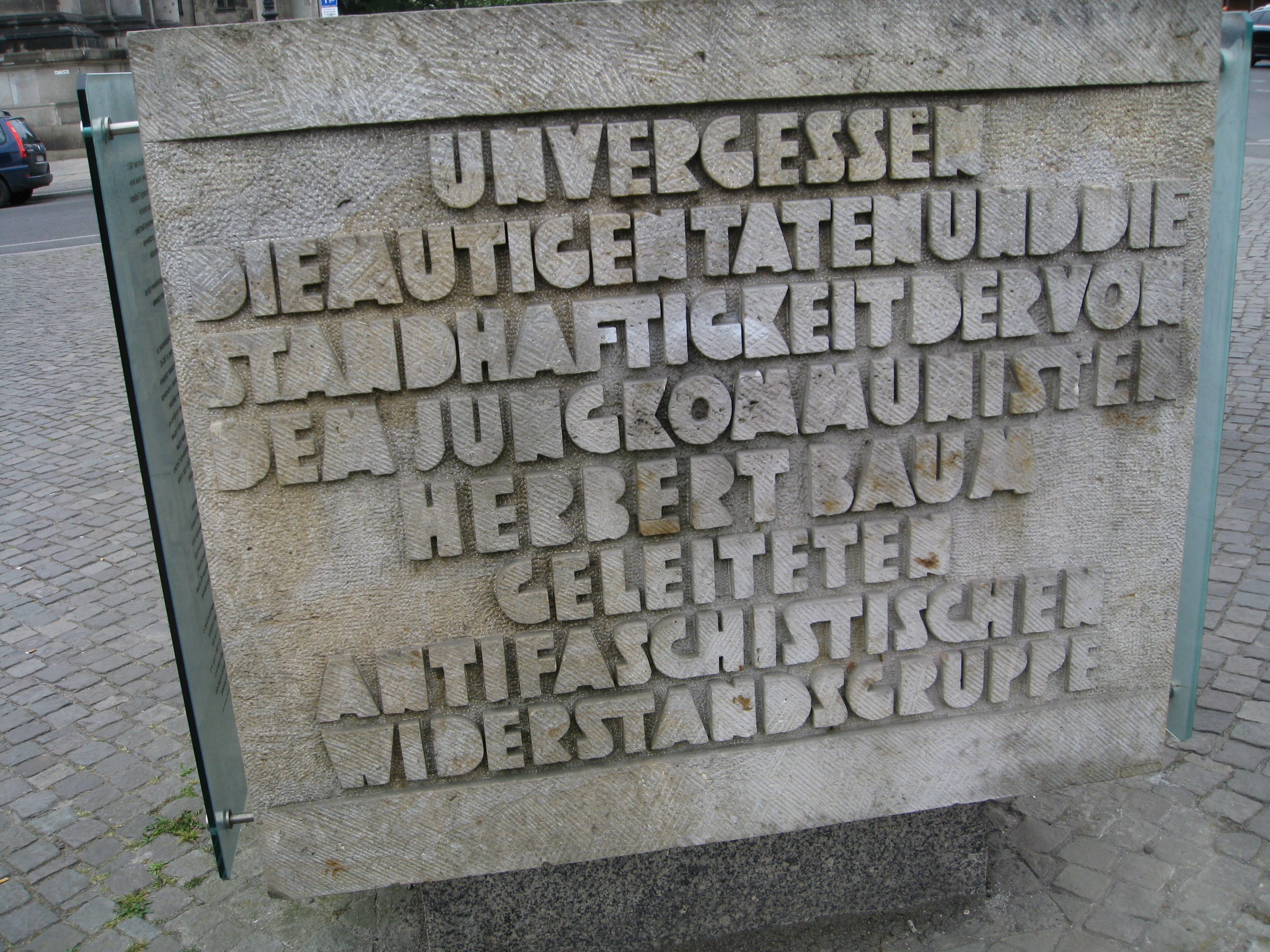
Der Berliner Gedenkstein im Lustgarten

Heute erinnern zwei der Baum-Gruppe gewidmeter Gedenksteine in Berlin namentlich auch an Siegbert Rotholz.
1. Gedenktafel in Berlin auf dem Jüdischen Friedhof Weißensee (Eingang: Markus-Reich-Platz).[6]
2. „Dieser von Bildhauer Jürgen Raue gestaltete Gedenkstein wurde 1981 im Auftrag des Magistrats von Berlin (Ost) ohne nähere Informationen über die Widerstandsaktion im Lustgarten aufgestellt.“[7]

## Weblink
- Siegbert und Lotte Rotholz – Angehörige der Widerstandsgruppe Baum auf dem Bildungsserver berlin-Brandenburg